# Ruslan Wjatscheslawowitsch Kurbanow
Ruslan Wjatscheslawowitsch Kurbanow  (russisch Руслан Вячеславович Курбанов; wiss. Transliteration
Ruslan Kurbanov; geb. 26. Oktober 1976 in Süd-Dagestan (Kurakh)) ist ein russischer Politikwissenschaftler lesgischer Herkunft, sozialer Aktivist und Kolumnist. Seine Forschungsergebnisse wurden in zahlreichen Publikationen veröffentlicht und von verschiedenen Nachrichtensendern ausgestrahlt. Er war Gastredner in nationalen Radio- und Fernsehsendungen. Er ist ‘Senior Research Fellow’ am Zentrum für Arabistik (Center for Arabic Studies) des Institut für Orientforschung der Russischen Akademie der Wissenschaften in Moskau. Er gilt als Moskauer Experte zum Islam im Kaukasus und verfügt betreffs Kaukasusfragen über eine große nationale und internationale Medienpräsenz.

## Ausbildung und wissenschaftliche Aktivitäten
Kurbanov erwarb ein Fachdiplom in Wirtschaftswissenschaften an der Staatlichen Universität Dagestan. Im Jahr 2004 promovierte er in Politik an der Staatlichen Universität Sankt Petersburg. Von 2002 bis 2005 war er Leiter der Abteilung für Konflikte und Informationssicherheit am Zentrum für strategische Forschung und politische Technologie in der Republik Dagestan. Im Jahr 2006 hielt er Vorlesungen an der Abou-Nour-Universität in Damaskus. Seit 2007 ist er Senior Fellow des Instituts für Orientalistik der Russischen Akademie der Wissenschaften. Er hat zahlreiche Monografien und Forschungsartikel über den Islam, soziale und rechtliche Aspekte der muslimischen Gemeinschaft und ihre Integration in nicht-muslimischen Ländern verfasst.

## Berufliche Aktivitäten
Im Jahr 2003 war er Chefredakteur der täglichen Nachrichtensendung "Dagestan News" des staatlichen Fernseh- und Rundfunksenders "Dagestan". In den Jahren 2003–2005 war er Autor und Moderator der historischen Fernsehsendung "Sieben Winde". In den Jahren 2008–2009 leitete Dr. Kurbanov die Abteilung "Welt jenseits des Westens" der Stiftung für effektive Politik. Im gleichen Zeitraum war er Chefredakteur des Programms "Der Senat" des Russischen Föderationsrates. 2011–2012 arbeitete er als Chefredakteur des Analyseportals "Kaukasische Politik". Seit 2012 leitet er die Stiftung zur Unterstützung humanitärer Initiativen "Altair".

## Öffentliche Aktivitäten
2003 bis heute: Leiter der Schule für junge politische Forscher am Regionalen Zentrum für ethnopolitische Forschungen des wissenschaftlichen Zentrums Dagestan der Russischen Akademie der Wissenschaften. 
2004 bis heute: Leiter der soziokulturellen Bewegung "Junge Republik". 
2006-heute: Mitglied des Forschungsausschusses für Menschenrechte der Russischen Vereinigung für Politikwissenschaft. 
2007 - heute: Ko-Vorsitzender des Russischen Kongresses der kaukasischen Nationen.
2009-2012: Leiterin des Expertenrats der Arbeitsgruppe für die Entwicklung des öffentlichen Dialogs und der Institute der Zivilgesellschaft bei der Russischen Bürgerkammer.
2011 - heute: Aufnahme in die Liste der Kandidaten für die russische Staatsduma der regionalen öffentlichen Organisation "Dagestan Civil Union" zusammen mit anderen Kandidaten wie Ramazan Abdulatipov, Sergey Reshulsky und anderen. 
2010 - heute: Leiter des Expertenratsausschusses für die Zusammenarbeit mit den Massenmedien beim russischen Mufti-Rat
2013 - heute: Vizepräsident der Föderalen Nationalen Kulturautonomie Lezgin.

## Zitat
Was den Kaukasus betrifft, warnte er, es sei ein 

„naive and mistaken belief that the peoples of the Caucasus, who have been in the political and legal space of Russia for over a century and a half, have completely assimilated the imperatives of its statehood.“

„naiver und irriger Glaube, dass die Völker des Kaukasus, die seit mehr als eineinhalb Jahrhunderten im politischen und rechtlichen Raum von Russland gewesen sind, vollständig die Erfordernisse von dessen Staatlichkeit assimiliert haben.“

## Publikationen (Auswahl)
- Ruslan Kurbanov: "The Clerical Board of Russian Moslems. Contradictions and Developmental Dynamics." in: Hans-Georg Heinrich, Ludmilla Lobova, Alexey Malashenko (eds.): Will Russia become a Muslim society? Peter Lang, Frankfurt/Main, 2011. S. 85–120. Hier S. 99–103. (in Teilansicht)
- Ruslan Kurbanov: "The information Jihad of 'Shariat' jamaat[10]: objectives, methods and achievements." in Roland Dannreuther, Luke March (Hrsg.): Russia and Islam: State, Society and Radicalism. 2010, S. 155 ff. (Online-Teilansicht)
- Ruslan Kurbanov: "Interaction between power and religion in Daghestan: experience, errors, and lessons."  In Central Asia and the Caucasus: journal of social and political studies . – Lulea: CA&CC[11] Press. - 2005, 3/33, S. 77–88
- Ruslan Kurbanov, Mursi’s visit to Russia. Obstacles and consequences, in: IslamiCity, 21. Mai 2013 (islamicity.org)
- Ruslan Kurbanov: Globalization of Muslim Consciousness in the Caucasus: Islamic Call and Jihad, S. 55 ff., in: Central Asia and the Caucasus, Bände 40–42, Information and Analytical Center, 2006
- Ruslan Kurbanov: Талибанизация Кавказа / Die Talibanisierung des Kaukasus (russ.ru - im Webarchiv)